# Walter Gropius
Walter Gropius (Berlin, 18. svibnja 1883. – Boston, 5. srpnja 1969.), njemački arhitekt i teoretičar arhitekture; osnivač prve škole dizajna, Bauhausa. Uz Ludwiga Mies van der Rohea i Le Corbusiera, Gropius je bio najznačajniji arhitekt 20. stoljeća, pionir moderne arhitekture.

## Životopis
Walterov otac također je bio arhitekt, te je on pošao očevim stopama studirati arhitekturu, najprije u Münchenu (1903.), a potom u Berlinu (1905. – 1907.). Od 1908. do 1910. god. radi u uredu arhitekta Petera Behrensa, nakon čega je otvorio osobni projektni ured u Berlinu, u kojemu je zajedno s njim, sve do 1925. god., radio i arhitekt Adolf Meyer. 
Tijekom vojnog roka u Prvom svjetskom ratu (zaslužio je čin bojnika i skoro je poginuo). God. 1915., oženio je udovicu Gustava Mahlera Almu Mahler, s kojom je imao dvoje djece; Manon, koja je u 18. godini umrla od dječje paralize (1935.). Drugo dijete, Carl Martin, rodio se teško bolestan i umro je s deset mjeseci, nakon čega je propao njihov brak (1920.).
Nakon rastave Gropius je 1923. god. oženio Ilsu Frank (umrla 1983.), s kojom je u braku ostao do kraja života. Nisu imali djece, ali su usvojili i odgojili Beatu Gropius, poznatu kao Ati.
Prije Prvog svjetskog rata projektirao je tvornice i stambena naselja, koja se odlikuju funkcionalnočću i primjenom novih građevnih materijala. U Weimaru je 1919. osnovao Bauhaus, visoku školu za arhitekturu i oblikovanje. U svom atelijeru u Berlinu od 1928. godine projektirao je mnoge stambene zgrade, radnička naselja, javne zgrade, a ta su djela obilježena strogom jednostavnošću. 
Nakon dolaska nacista na vlast i zabrane daljnjeg rada Bauhausa, emigirira 1934. godine u London, a 1937. u SAD, gdje predaje na Harvardu i u Chicagu osniva New Bauhaus. Gropius je 1944. god. dobio američko državljanstvo, nakon čega je 1945. god. s kolegama u Cambridgu osnovao projektnu tvrtku The Architects' Collaborative ili TAC. Za njegova života to je bio jedan od najcjenjenih projektih ureda na svijetu, a ubrzo nakon njegove smrti je bankrotirao 1995. god. Projektirao je veleposlanstvo SAD-a u Ateni, neboder Pan Ama u New Yorku i izradio plan za rekonstrukciju starog središta Bostona.

## Djela
Književna djela:
- „Nova arhitektura i Bauhaus”, 1935.
- „Sinteza u arhitekturi”, 1956.
- „Obnova naših naselja”
- „Apolon u demokraciji”

### Izbor najvažnijih radova
- 1910. – 1911. Tvornica obuće Fagus, Alfeld, Njemačka
- 1914. Uredi i tvornička postrojenja na izložbi Deutscher Werkbunda, u Kölnu, Njemačka
- 1921. Kuća Sommerfeld, Berlin, Njemačka
- 1922. natječajni rad za čikaški Tribune Tower
- 1925. – 32. Školske zgrade i radionice za Bauhaus u Dessau, Njemačka
- 1936. Village College, Impington, Cambridge, Engleska
- 1937. Gropius House, Lincoln, Massachusetts, Amerika
- 1942. – 44. Aluminum City Terrace, New Kensington, Pennsylvania, SAD
- 1949-50. Zgrade arhitektonskog fakulteta na Harvardu, Cambridge, Massachusetts, SAD (TAC)[3]
- 1945. – 59. Bolnica Michael Reese, Chicago, Illinois, SAD
- 1957. – 60. Bagdadsko sveučilište, Bagdad, Irak
- 1963. – 66. Federalna zgrada John F. Kennedy, Boston, Massachusetts, SAD
- 1948. Srednja škola Peter Thacher, SAD
- 1958. – 63. Pan Am Building, New York, SAD, zajedno s Pietrom Belluschijem i projektnom kućom Emery Roth & Sons
- 1957. Interbau, stambeni blok, Kvart Hansa, Berlin, Njemačka (zajedno s TAC-om i Wils Ebertom)
- 1960. Hram Oheb Shalom, Baltimore, Maryland, SAD
- 1960. Gropiusstadt,  kompleks, Berlin, Njemačka
- 1961. Srednja škola Wayland Wayland, Massachusetts, SAD
- 1959. – 1961. Ambasada Sjedinjenih Američkih Država u Ateni, Grčka (TAC i arhitekt konzultant Pericles Sakellarios)
- 1968. Staklena katedrala, Amberg, Njemačka
- 1967. – 69. Tower East, Shaker Heights, Ohio, SAD

## Vanjske poveznice
- Gropius na rosenthalusa.com (engl.)
- Bauhaus  Arhivirana inačica izvorne stranice od 31. ožujka 2012. (Wayback Machine) na The Tate Collection (engl.)